# Simonetta Sommaruga

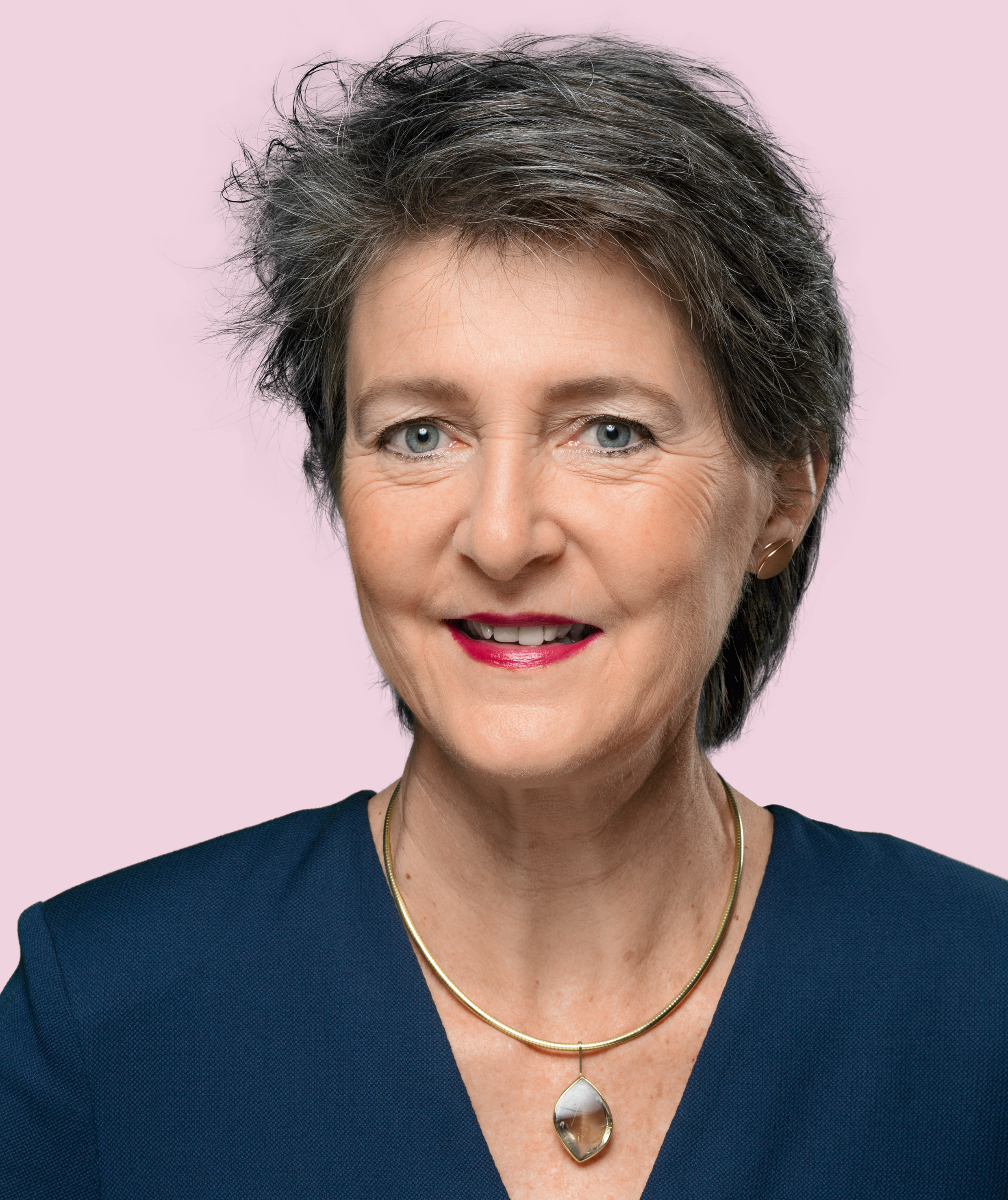
Simonetta Sommaruga, 2022

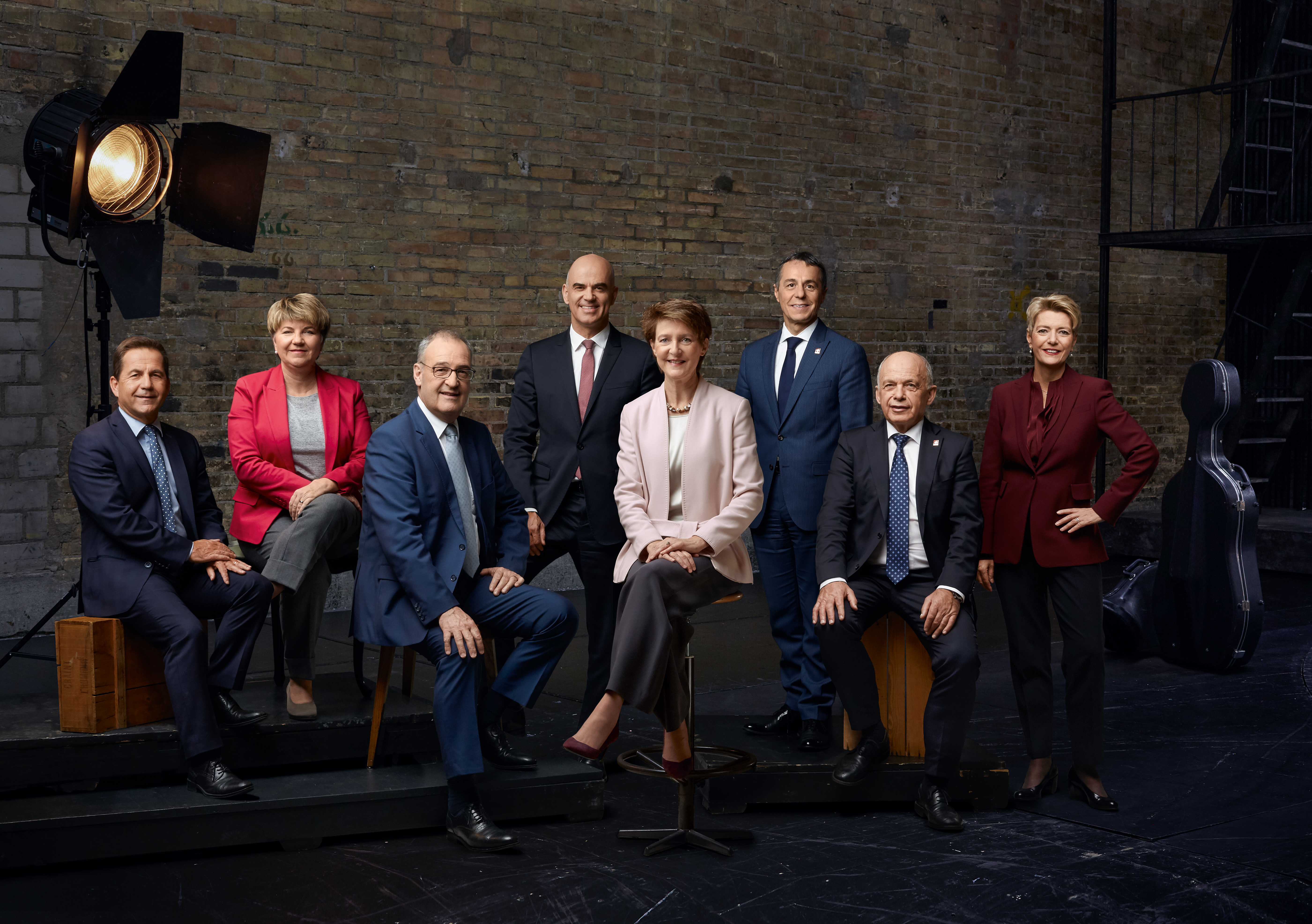
Bundespräsidentin Simonetta Sommaruga vorne im Zentrum auf dem Bundesratsfoto 2020

Simonetta Myriam Sommaruga (* 14. Mai 1960 in Zug; heimatberechtigt in Lugano und Eggiwil) ist eine ehemalige Schweizer Politikerin (SP). Sie war von November 2010 bis Ende Dezember 2022 Bundesrätin der Schweiz, bis 2018 als Vorsteherin des Eidgenössischen Justiz- und Polizeidepartements (EJPD) und ab 2019 als Vorsteherin des Eidgenössischen Departements für Umwelt, Verkehr, Energie und Kommunikation (UVEK). In den Jahren 2015 und 2020 war sie Bundespräsidentin der Schweizerischen Eidgenossenschaft.

## Leben

### Herkunft und Ausbildung
Simonetta Sommaruga wurde als Tochter des Tessiners Marco Sommaruga und der Schwyzerin Marie-Thérèse Keel geboren und wuchs in Sins, Kanton Aargau, in einem katholischen Umfeld auf. Ihr Vater arbeitete als Werkleiter bei der Lonza, die Mutter sorgte als Hausfrau für die vier Kinder der Familie; beide Eltern waren ehrenamtlich engagiert. Sommarugas Ururgrossvater war der katholisch-konservative Regierungs- und Nationalrat, Johann Joseph Keel, aus dem Kanton St. Gallen.
Nach der Matura am Gymnasium Immensee 1980 absolvierte Sommaruga eine Ausbildung als Pianistin, die sie 1983 mit dem Lehrdiplom am Konservatorium Luzern abschloss und mit Weiterbildungen im kalifornischen Stanford und in Rom vertiefte. Zwischen 1985 und 1994 gab sie Konzerte und unterrichtete am Konservatorium und am Kantonalen Lehrerseminar in Freiburg. Im Alter von 26 Jahren trat sie der Sozialdemokratischen Partei (SP) bei. Von 1988 bis 1991 studierte sie englische und spanische Literatur an der Universität Freiburg, jedoch ohne Abschluss. Daneben arbeitete sie im dortigen Frauenhaus – eine Tätigkeit, die sie politisch prägte.

### Karriere
Sommaruga wurde als Geschäftsführerin (von 1993 bis 1999) und Präsidentin (von 2000 bis 2010) der Stiftung für Konsumentenschutz in der Deutschschweiz öffentlich bekannt. In dieser Funktion setzte sie neue Themen wie die biologische und ökologische Lebensmittelproduktion auf die politische Agenda. 1997 wurde sie zur Gemeinderätin von Köniz gewählt, ein Amt, das sie bis 2005 innehatte. Von den Wahlen 1999 bis 2003 war Sommaruga Nationalrätin, ab den Wahlen 2003 bis 2010 gehörte sie dem Ständerat an. In beiden Räten gehörte sie der Kommission für Umwelt, Raumplanung und Energie an. In der kleinen Kammer war sie zudem Mitglied der Kommission für Wirtschaft und Abgaben (von 2007 bis 2009 Präsidentin), der Aussenpolitischen Kommission, der Kommission für Rechtsfragen und jener für soziale Sicherheit und Gesundheit sowie 2010 Vizepräsidentin der Delegation beim Parlamentarierkomitee der Efta und für die Beziehungen zum Europäischen Parlament.
Im Jahr 2001 veröffentlichte die damalige Nationalrätin zusammen mit dem Politikwissenschaftler Wolf Linder, dem Historiker Tobias Kästli und dem Könizer Gemeindepräsidenten Henri Huber das sogenannte Gurten-Manifest, das eine Neuausrichtung der SP forderte. Darin plädierten die Autorin und die Autoren für mehr Markt, einen Abbau der Staatsschulden und der Staatsquote, mehr Eigenverantwortung von staatlichen Leistungsbezügern und ein auf bessere Integration abzielendes Ausländerrecht, das eine Begrenzung der Einwanderung vorsah. Damit geriet Sommaruga in Konflikt mit Vertretern des linken Parteiflügels vor allem der französischen Schweiz und mit den Gewerkschaften, die eine solche Neuorientierung der Partei ablehnten. Die vielen Motionen und Postulate, die sie als National- und Ständerätin im Parlament durchbrachte, zeugen von ihrem Geschick, über Parteigrenzen hinweg mehrheitsfähige Koalitionen aufzubauen. Bis zu ihrer Wahl in den Bundesrat war sie ab 1996 Stiftungsrätin, von 2003 bis 2008 Präsidentin der Entwicklungshilfeorganisation Swissaid sowie ab 2002 Co-Präsidentin des Frauenmusikforums Schweiz.

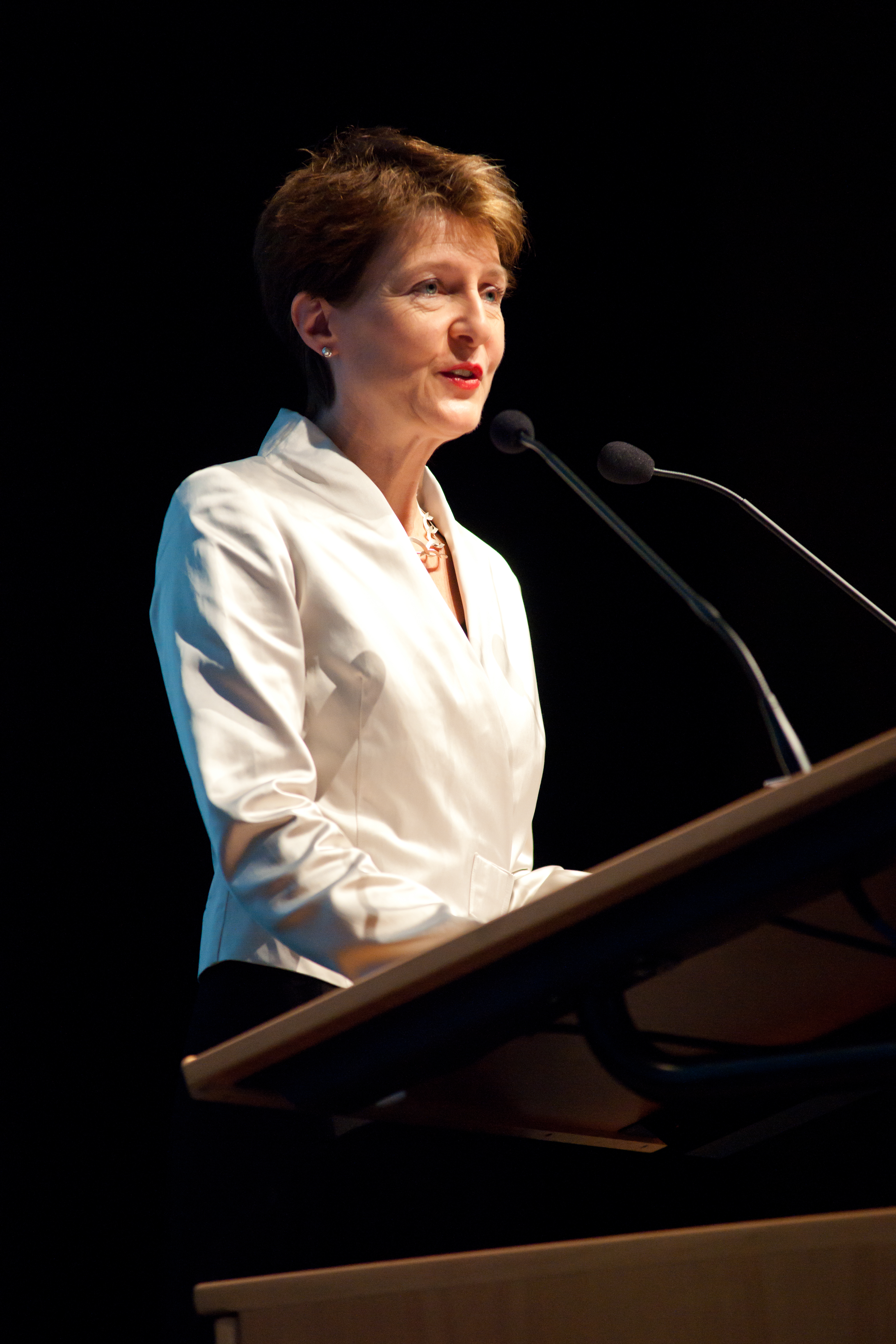
Simonetta Sommaruga beim «Forum des 100», 2012

Als Moritz Leuenberger im Juli 2010 seinen Rücktritt aus dem Bundesrat ankündigte, nominierte die SP-Fraktion Sommaruga und die Zürcher Nationalrätin Jacqueline Fehr als Kandidatinnen für seine Nachfolge. Am 22. September 2010 wählte die Vereinigte Bundesversammlung Sommaruga im vierten Wahlgang mit 159 Stimmen (absolutes Mehr 121 Stimmen) in den Bundesrat. Von 2010 bis Ende 2018 leitete sie das Eidgenössische Justiz- und Polizeidepartement (EJPD). Im öffentlichen Fokus stand dabei besonders ihre Migrations- und Asylpolitik, die von Vertretern des rechten und linken politischen Spektrums kritisiert wurde. Unter ihrer Ägide gehörte die Schweiz bei Wegweisungen asylsuchender Personen im Rahmen des Dublin-Abkommens zu den vollzugsstärksten Ländern Europas. Ihre Reform des Asylgesetzes, das die Beschleunigung der Asylverfahren bei unentgeltlicher Rechtsvertretung für Asylsuchende vorsah, fand in der Abstimmung 2016 eine Mehrheit beim Stimmvolk. 2017 votierten Volk und Stände für eine Verfassungsänderung zur erleichterten Einbürgerung der dritten Ausländergeneration. Als EJPD-Vorsteherin reformierte Sommaruga in mehreren Schritten das Familienrecht. Zudem setzte sie sich mit dem Bundesgesetz über die Verbesserung des Schutzes gewaltbetroffener Personen, das 2020 in Kraft trat, und mit Lohngleichheitsprüfungen sowie einer Frauenquote für börsenkotierte Unternehmen für die Gleichstellung von Mann und Frau ein.

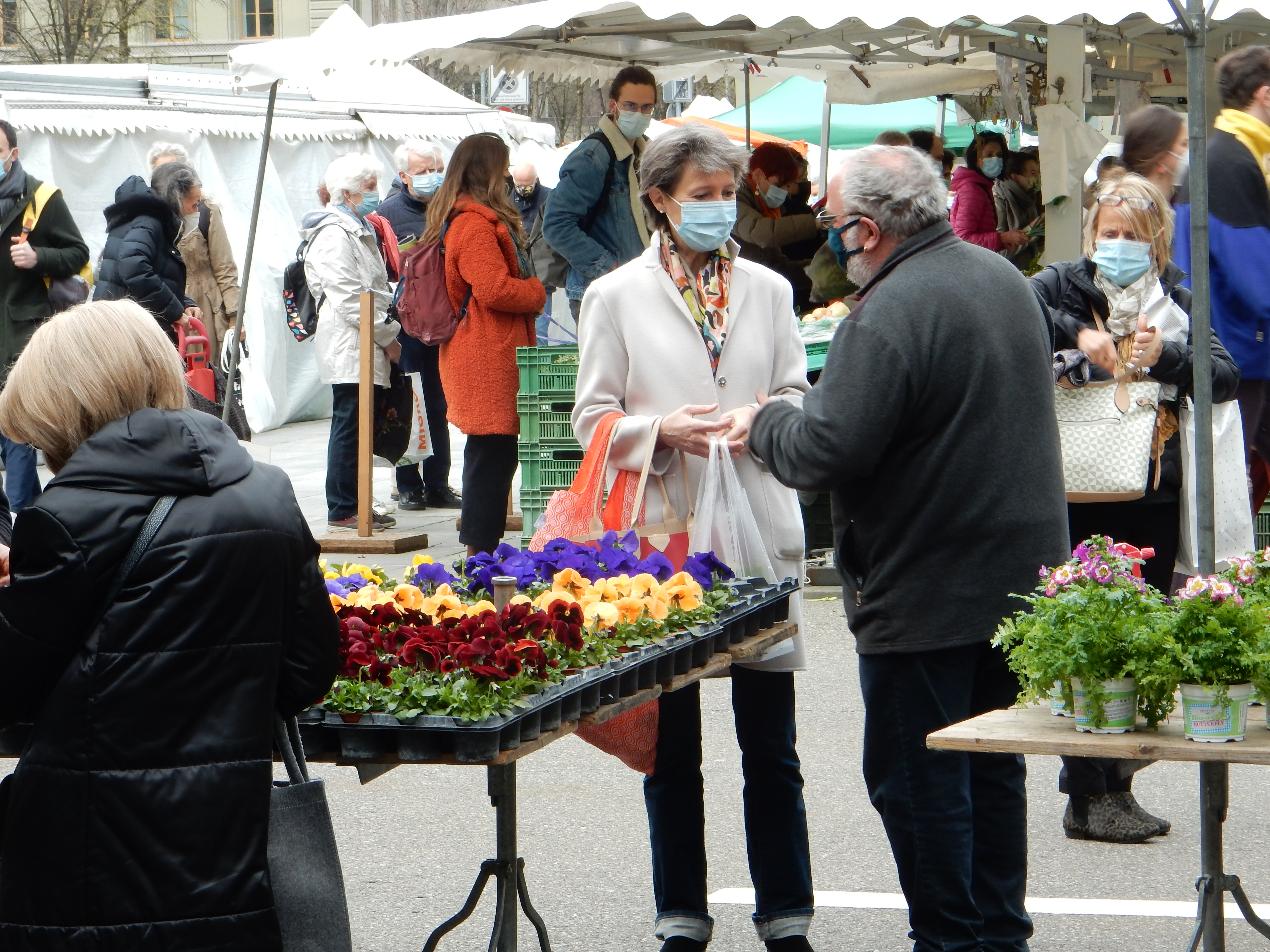
Simonetta Sommaruga während der Covid-19-Pandemie beim Einkaufen auf dem Berner Markt

Nach dem Rücktritt von Doris Leuthard übernahm Sommaruga 2019 das Eidgenössische Departement für Umwelt, Verkehr, Energie und Kommunikation (UVEK). Unter ihrer Leitung schloss die Schweiz von 2020 bis 2021 mit Peru, Ghana, Senegal, Georgien und den Inselstaaten Vanuatu und Dominica bilaterale Klimaschutzabkommen ab, die es erlauben, CO2-Emissionen der Schweiz über Projekte in diesen Ländern zu kompensieren. Am 13. Juni 2021 lehnte das Stimmvolk eine vom Parlament ausgeweitete Revision des CO2-Gesetzes zur Bekämpfung des Klimawandels ab. Als Bundespräsidentin 2015 und 2020 konnte Sommaruga ihre Vielsprachigkeit nutzbar machen. Ihr zweites Präsidialjahr 2020 stand dabei ganz im Zeichen der Covid-19-Pandemie, zu deren Bekämpfung der Bundesrat am 16. März 2020 umfassende notrechtliche Massnahmen erliess. Als oberste Krisenmanagerin der Schweiz leitete sie die fast täglich stattfindenden Sitzungen des Bundesrats, in dessen Namen sie eindringlich an die Bevölkerung appellierte, sich an die getroffenen Massnahmen zu halten.
Am 2. November 2022 kündigte Sommaruga aus «persönlichen Gründen» ihren Rücktritt aus dem Bundesrat zum Jahresende 2022 an; den Anstoss gab ein Schlaganfall ihres Ehemannes zehn Tage zuvor. Zu ihrer Nachfolgerin wurde am 7. Dezember 2022 Elisabeth Baume-Schneider gewählt.
Anfang März 2024 wurde sie zur Präsidentin der Stiftung «Equal Salary» gewählt. Die Stiftung zertifiziert Firmen, die nachweisen können, dass sie die Lohngleichheit einhalten und dass Frauen bei ihnen die gleichen Chancen erhalten. Im Frühlingssemester 2025 wird sie an der Universität Bern dozieren und dabei, zusammen mit Professor Adrian Vatter, das Seminar «Regieren in Theorie und Praxis» an der Wirtschafts- und Sozialwissenschaftlichen Fakultät leiten.

### Privates
Sommaruga ist Patenkind von Othmar Keel und Tochter von dessen Schwester Marie-Therese. Von Haus aus war sie katholisch, jedoch ist sie aus der Kirche ausgetreten.
Sommaruga wohnte vor ihrem Umzug in die Stadt Bern in Spiegel bei Bern. Sie ist seit 1996 mit dem Schriftsteller Lukas Hartmann verheiratet. Ihr Schwager ist der Journalist Jürg Lehmann. Cornelio Sommaruga, der frühere Präsident des Internationalen Komitees vom Roten Kreuz, war ein entfernter Verwandter.

## Auslandsbesuche als Bundespräsidentin

### Im Jahr 2015
| Datum                 | Ort                         | Staat                  | Hauptgrund |
| --------------------- | --------------------------- | ---------------------- | --- |
| 11. Januar            | Paris                       | Frankreich             | Teilnahme an der Gedenkveranstaltung für die Opfer des Anschlages auf Charlie Hebdo |
| 27. Januar            | Oświęcim                    | Polen                  | Teilnahme an der Gedenkveranstaltung für die Opfer des KZ Auschwitz |
| 2. Februar            | Brüssel                     | Belgien                | Treffen mit EU-Kommissionspräsident Jean-Claude Juncker, EU-Ratspräsident Donald Tusk und EU-Parlamentspräsident Martin Schulz |
| 26. Februar           | Luxemburg                   | Luxemburg              | Treffen mit Premierminister Xavier Bettel und Grossherzog Henri |
| 6. Mai                | Wien                        | Österreich             | Treffen mit Bundespräsident Heinz Fischer und Bundeskanzler Werner Faymann |
| 14. Mai               | Aachen                      | Deutschland            | Treffen zur Karlspreisverleihung mit Martin Schulz, dem Präsidenten des Europäischen Parlamentes, und sieben weiteren Staatsoberhäuptern (König Abdullah II., König Felipe VI., Joachim Gauck, Dalia Grybauskaitė, François Hollande, Sauli Niinistö und Petro Poroschenko) |
| 18. Mai               | Mailand und Rom             | Italien                | - Besuch der Expo 2015 - Treffen mit dem italienischen Ministerpräsidenten Matteo Renzi |
| 6. Juni               | Paris                       | Frankreich             | Besuch des French-Open-Finalspiels zwischen Stan Wawrinka und Novak Đoković |
| 6. und 7. Juli        | Madrid                      | Spanien                | Treffen mit dem spanischen Ministerpräsidenten Mariano Rajoy und König Felipe VI. |
| 8. Juli               | Warschau                    | Polen                  | Treffen mit der polnischen Ministerpräsidentin Ewa Kopacz und dem polnischen Präsidenten Bronisław Komorowski |
| 12. Juli              | London                      | Vereinigtes Königreich | Besuch des Wimbledon-Finalspiels zwischen Roger Federer und Novak Đoković |
| 13. September         | Melegnano                   | Italien                | Teilnahme an den Gedenkfeierlichkeiten für die Schlacht bei Marignano |
| 15. und 16. September | Ljubljana, Bled und Maribor | Slowenien              | - Treffen mit dem slowenischen Präsidenten Borut Pahor - Treffen mit dem slowenischen Ministerpräsidenten Miro Cerar |
| 17. September         | Vaduz                       | Liechtenstein          | Teilnahme am Treffen der Staatsoberhäupter der deutschsprachigen Länder |
| 25. und 26. September | New York City               | Vereinigte Staaten     | - Teilnahme am Gipfeltreffen der Vereinten Nationen - Treffen mit UN-Generalsekretär Ban Ki-moon |
| 25. bis 27. Oktober   | Addis Abeba und Jijiga      | Äthiopien              | - Treffen mit dem äthiopischen Präsidenten Mulatu Teschome - Treffen mit dem äthiopischen Premierminister Hailemariam Desalegn - Besuch eines Flüchtlingslagers |
| 11. und 12. November  | Valletta                    | Malta                  | Teilnahme am EU-Afrika-Gipfel |
| 30. November          | Paris                       | Frankreich             | Teilnahme an der UN-Klimakonferenz |
| 21. Dezember          | Brüssel                     | Belgien                | Treffen mit EU-Kommissionspräsident Jean-Claude Juncker |

### Im Jahr 2020
Wegen der COVID-19-Pandemie fanden im Jahr 2020 deutlich weniger Auslandsbesuche statt.
| Datum            | Ort                                   | Staat      | Hauptgrund |
| ---------------- | ------------------------------------- | ---------- | --- |
| 27. Januar       | Oświęcim                              | Polen      | Teilnahme an der Gedenkveranstaltung zum 75. Jahrestag der Befreiung des KZ Auschwitz-Birkenau                               |
| 30. Januar       | Wien                                  | Österreich | Traditioneller Antrittsbesuch in Wien, Treffen mit Bundespräsident Alexander Van der Bellen und Bundeskanzler Sebastian Kurz |
| 20. bis 23. Juli | Kiew, Stanyzja Luhanska und Slowjansk | Ukraine    | Treffen mit Präsident Wolodymyr Selenskyj und Übergabe von Hilfsgütern im Konfliktgebiet in der Ostukraine                   |
| 29. September    | Rom                                   | Italien    | Treffen mit Präsident Sergio Mattarella und Ministerpräsident Giuseppe Conte                                                 |

## Dokumentation
- Die 7 Bundesrätinnen. In: SRF 1, DOK vom 29. November 2018 (50 min) (Videoausschnitte).

## Veröffentlichungen
- mit Henri Huber, Tobias Kästli, Wolf Linder: Gurtenmanifest für eine neue und fortschrittliche SP-Politik. Gurten, 10. Mai 2001 (online; PDF; 236 kB).
- mit Rudolf H. Strahm (Hrsg.): Für eine moderne Schweiz. Ein praktischer Reformplan. Nagel & Kimche, München 2005, ISBN 3-312-00356-3.